# Amadeus Fire
Die Amadeus Fire AG ist ein im kaufmännischen und im IT-Bereich spezialisiertes Personaldienstleistungsunternehmen  für Zeitarbeit, Personalvermittlung und Interim-Management. Das Unternehmen überlässt und vermittelt Fach- und Führungskräfte in den Divisionen Accounting, Office, Financial Services und IT-Services.
Zusammen mit den konzerneigenen Tochtergesellschaften bietet das Unternehmen Fort- und Weiterbildungen in den Bereichen Steuer-, Rechnungswesen und Controlling, sowie Internationale Rechnungslegung, Human Resources, Arbeitsrecht und Informationstechnologie sowie im verschiedenen weiteren kaufmännischen Bereichen.
Mit der Konzernzentrale in Frankfurt am Main ist das Unternehmen durch mehr als 20 Niederlassungen deutschlandweit vertreten. Im Dezember 2024 beschäftigte das Unternehmen bundesweit ca. 3.900 Mitarbeiter.

## Geschichte
Der Ursprung des Unternehmens liegt in der Gründung der GCB mbH im Jahr 1986 durch Günter Spahn zusammen mit einem Partner. Günter Spahn war bis Ende 2008 als Vorstandsvorsitzender des Unternehmens tätig. Weitere wichtige Eckpunkte der Unternehmensgeschichte der Amadeus Fire AG sind im Folgenden aufgeführt:
- 1990: Gründung der FiRe GmbH durch Günter Spahn zusammen mit weiteren Partnern
- 1996: Erwerb der Amadeus GmbH
- 1998: Bis in den Oktober dieses Jahres erfolgte die Verschmelzung in die Amadeus AG
- 1999: Am 4. März 1999 wurden die Aktien der Amadeus AG zum ersten Mal an der Frankfurter Wertpapierbörse gehandelt
- 2001: Beteiligung an der Steuer-Fachschule Dr. Endriss
- 2003: Am 6. August 2003 erfolgte die Fusion der Amadeus AG mit der FiRe AG zur Amadeus FiRe AG
- 2005: Erweiterung des Angebots um IT-Services
- 2008: Günter Spahn scheidet aus der Amadeus FiRe AG als Vorstandsvorsitzender aus. Neuer Vorstandsvorsitzender wird Peter Haas.
- 2010: Aufnahme der Aktie der Amadeus FiRe AG in den SDAX im März
- 2012: Robert von Wülfing wird zum Finanzvorstand der Amadeus FiRe AG ernannt
- 2018: Peter Haas scheidet als Vorstandsvorsitzender aus
- 2019: Robert von Wülfing wird zum Sprecher des Vorstands ernannt; Dennis Gerlitzki wird zum Chief Operations Officer ernannt und verantwortet den Geschäftsbereich Personaldienstleistungen; Übernahme der Comcave Holding GmbH im Dezember
- 2020: Übernahme der GFN GmbH im September; Erweiterung des Vorstands um Thomas Surwald für das Segment Weiterbildung; Robert von Wülfing wird im November zum Vorstandsvorsitzenden ernannt
- 2023: Thomas Surwald scheidet zum Jahresende aus dem Vorstand aus
- 2024: Neuer Unternehmensauftritt mit neuem Logo und neuer Corporate Identity; Monika Wiederhold wird im November neues Vorstandsmitglied für das Segment Weiterbildung
- Siehe auch: Firmenhistorie[3]

## Dienstleistungen
Das Unternehmen bietet Personaldienstleistungen im kaufmännischen und im IT-Bereich für Zeitarbeit, Personalvermittlung sowie Interim-Management. Die angebotenen Dienstleistungen werden eingeteilt in die Divisionen Accounting, Office, Financial Services und IT-Services.
- Die Personaldienstleistung in der Division Accounting umfasst u. a. die Fachbereiche Debitoren-/Kreditorenbuchhaltung, Finanz-/Bilanzbuchhaltung als auch Controlling/Reporting
- Die Personaldienstleistung in der Division Office umfasst u. a. die Bereiche Assistenz/Sekretariat/Empfang, Personalwesen oder auch Marketing/Werbung/PR
- Die Personaldienstleistung in der Division Financial Services umfasst u. a. die Bereiche Transaction Banking, Corporate Finance, Tätigkeiten im Segment Privat- und Geschäftskunden oder Versicherung und Vermögensverwaltung
- Die Personaldienstleistung in der Division IT-Services umfasst u. a. die Fachbereiche Support und User Help Desk, System-/Netzwerkadministration als auch Software- und Webentwicklung

Darüber hinaus werden Dienstleistungen im Bereich der Fort- und Weiterbildung angeboten.

## Konzernstruktur
Zur Amadeus Fire Group gehören einige Tochtergesellschaften. Die Amadeus Fire AG ist die Dachgesellschaft des Konzerns. Unmittelbare Beteiligungen sind:
| Gesellschaft                                | Dienstleistung                          | Spezialisierung |
| ------------------------------------------- | --------------------------------------- | --- |
| Amadeus Fire Services GmbH                  | Zeitarbeit                              | Accounting, Office, Financial Services, IT-Services |
| Amadeus Fire Weiterbildung Verwaltungs GmbH | Beteiligungsgesellschaft                | |
| Dr. Endriss Verwaltungs-GmbH                | Beteiligungsgesellschaft                | |
| Steuer-Fachschule Dr. Endriss GmbH & Co. KG | Fort- und Weiterbildung                 | Steuer-, Rechnungswesen und Controlling |
| COMCAVE Holding GmbH                        | Fort- und Weiterbildungen, Umschulungen | Kaufmännisches Wissen, Informationstechnologie, Medien und Marketing, SAP, Management, Sprachen, Gesundheitswesen, Hotel- und Gaststättengewerbe, Schutz und Sicherheit |
| Amadeus Fire EduTech GmbH                   | Vorratsgesellschaft                     | |

Mittelbare Beteiligungen sind die Akademie für Internationale Rechnungslegung GmbH (Fort- und Weiterbildung für internationale Rechnungslegung), TaxMaster GmbH (Fort- und Weiterbildung in der Steuerberatung), GFN GmbH (Weiterbildungen und Umschulungen im Kaufmännischen und IT-Bereich), Academy 2.0 GmbH, Comcave College, COMCAVE RECRUITMENT SERVICES GmbH und Cpi Consulting + Training GmbH.

## Soziales Engagement
Amadeus Fire unterstützt laut eigenen Pressemeldungen unterschiedliche Wohltätigkeitsorganisationen. 2024 wurden im Rahmen der jährlichen Weihnachtsspende die Stiftung Bärenherz, die Deutsche Krebshilfe und Ärzte ohne Grenzen unterstützt.

## Aktie und Anteilseigner
| Anteil | Anteilseigner                     |
| ------ | --------------------------------- |
| 75 %   | Institutionelle Anleger (Ausland) |
| 25 %   | Institutionelle Anleger (Inland)  |

Seit dem 18. März 2019 sind die Aktien der Amadeus Fire AG im Kleinwerteindex SDAX der Deutschen Börse gelistet. Zuvor waren sie bereits von März 2010 bis September 2017 Bestandteil des Index.

## Entwicklung des Firmenlogos

2005 bis 2015
2015 bis 2024
Seit 2024
Logo der übergeordneten Amadeus Fire Group seit 2024